# Península de La Guajira
La península de La Guajira (en wayunaiki: Woumainpa’a) es la península más septentrional de Suramérica, situada entre el extremo nororiental de Colombia y el extremo noroccidental de Venezuela. Tiene una superficie cercana a los 25 000 km² extendiéndose desde la bahía de Manaure, en el mar Caribe, hasta la ensenada de El Calabozo, en el golfo de Venezuela. Administrativamente su mayor parte pertenece al departamento colombiano de La Guajira, entre los municipios de Uribia, Manaure y Maicao y una estrecha banda costera al sureste pertenece al municipio Guajira del estado venezolano del Zulia.
Hasta finales del siglo XIX estuvo en disputa entre Venezuela y Colombia, disputa finalizada con el Laudo Arbitral Español de 1891 cuando gran parte de esta fue declarada como perteneciente a Colombia, ratificando dicho laudo el tratado limítrofe de 1941.

## Aspectos geográficos

### Accidentes costeros
- Punta Castilletes
- Bahía de Cocinetas
- Punta Gallinas
- Punta Espada
- Bahía Hondita
- Cabo Chichivacoa
- Bahía Honda
- Bahía Portete
- Cabo de La Vela
- Bahía de Guajirao
- Ensenada de El Calabozo

### Relieve
- Serranía de Macuira
- Serranía del Perijá
- Serranía Cojoro
- Cerro La Teta
- Médanos de Toroa

### Clima

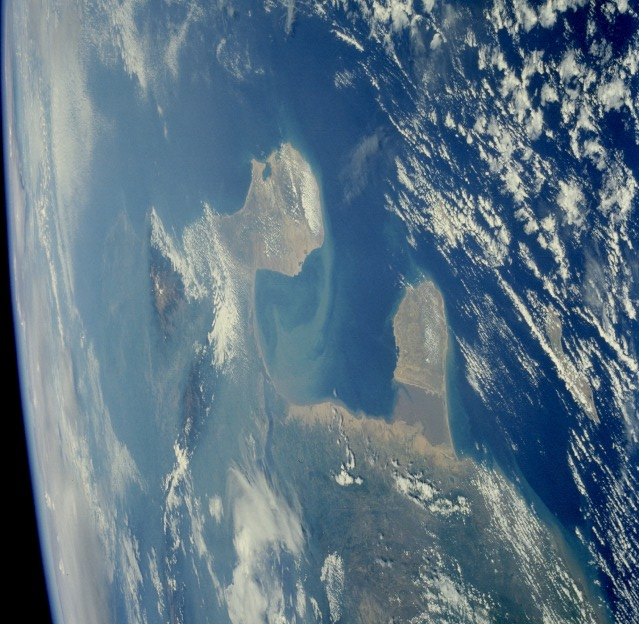
Fotografía tomada por la NASA de la Península de la Guajira y del Golfo de Venezuela.

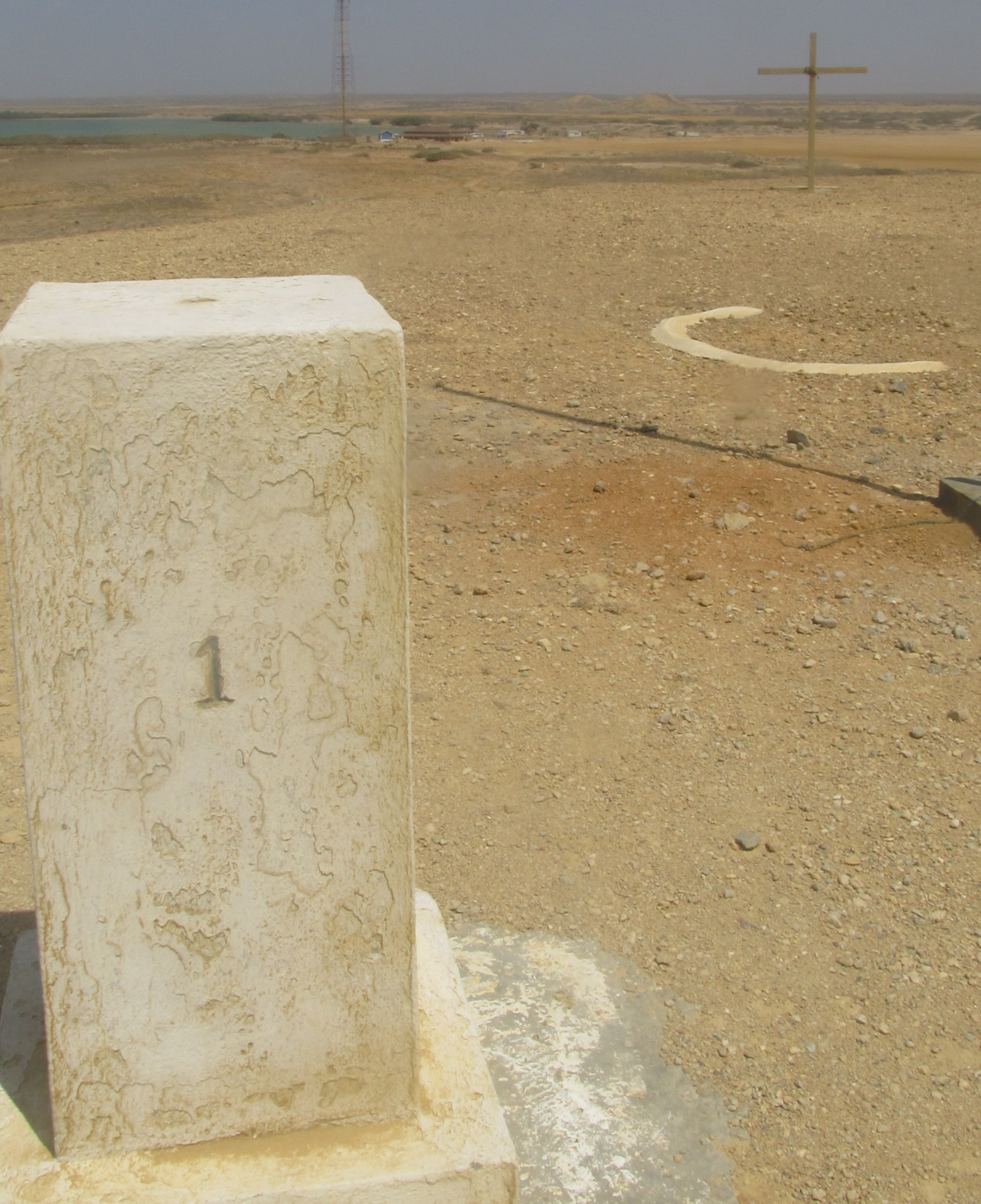
Primer hito fronterizo entre Colombia y Venezuela, ubicado en Castilletes.

Por su ubicación recibe el influjo desecante de los vientos Alisios del hemisferio norte y conforma, junto con la costa noroccidental de Venezuela y las Antillas el cinturón árido pericaribeño; al chocar contra la costa los Alisios causan una surgencia de las aguas litorales profundas que hace más productivo el mar a lo largo de la costa occidental de La Guajira; la barrera que ejerce el flanco nordeste de la Sierra Nevada de Santa Marta, genera lluvias abundantes en el piedemonte. Como consecuencia de estos fenómenos, el clima y la vegetación de la península son muy variados: desde las selvas hiperhúmedas a altitudes intermedias en el piedemonte de la Sierra Nevada de Santa Marta, con precipitaciones superiores a los 3.000 mm anuales, hasta los matorrales semidesérticos costeros del nordeste, en donde las lluvias no superan los 300 mm por año.
En medio de la planicie árida del nordeste se levanta Macuira, una pequeña serranía de aproximadamente 900 metros de altura que atrapa la escasa humedad de los Alisios, tornándolos más secos y dando origen a un extenso bosque de niebla, 250 km cuadrados del cual están protegidos como parque nacional natural Macuira.

## Ecosistemas y paisajes
Los bosques húmedos, tanto de Macuira como de la Sierra Nevada de Santa Marta, más aquellos desarrollados en la planicie aluvial del río Ranchería que nace en esta última y desemboca en Riohacha, contrastan con el paisaje árido, de vegetación xérica, espinosa, de lento crecimiento que predomina en la mayoría de la península.
Está disectada por innumerables arroyos torrenciales, efímeros, muchos de los cuales poseen depósitos de agua, naturales o mejorados, denominados jagüeyes, utilizados para consumo doméstico y abrevar ganados; la mayor humedad permite que en su periferia prosperen parches de vegetación más exuberante, algo semejante a lo que ocurre en los wadis africanos del Magreb, Sahel y Sahara y en los del Asia menor, aunque este término no se emplea en Sudamérica.
Cerca de su desembocadura, los arroyos forman lagunas y marismas flanqueadas del lado del mar por manglares y dispuestas en un cordón a lo largo de la costa occidental de la península. La alta productividad y diversidad de especies de peces, crustáceos, moluscos, etcétera, del conjunto litoral-manglar-marisma-laguna, son hábitats además de gran cantidad de especies de aves acuáticas tanto migratorias como residentes. Precisamente los abundantes flamencos, Phoenicopterus ruber, le dan nombre a 80 km cuadrados de área natural protegida: el Santuario de fauna y flora los Flamencos.

## Aprovechamiento de recursos
La Guajira y sectores análogos en el noroccidente de Venezuela han sido habitados desde épocas precolombinas por aborígenes de la etnia wayú, quienes, a diferencia de muchos otros grupos indígenas en Sudamérica, resistieron la conquista y dominación europeas y han logrado mantener su lengua y muchas de sus costumbres y manifestaciones culturales, aunque igualmente se han apropiado e internalizado muchas prácticas europeas. La más importante de estas es la cría y aprovechamiento de ovejas, cabras y caballos, los que han transformado irreversiblemente el paisaje guajiro mediante su dieta selectiva y han desplazado a los herbívoros nativos (venados, dantas, entre otros).
El sudoeste de la península provincia de Padilla ha sido asiento desde la colonia de una población blanca y mestiza, más afín con la cultura europea; aprovecha los suelos ricos y el clima más mésico de la planicie aluvial del Ranchería con agricultura extensiva (arroz, ajonjolí, algodón…) y ganado vacuno, este sistema de producción se extiende hacia el sur y occidente, por los valles del río Ariguaní y del Cesar hasta la ribera del río Magdalena.
La explotación industrial a gran escala desde el decenio de 1980 de extensos yacimientos de carbón en la tierra firme y de gas natural y petróleo en la zona litoral, han atraído población de otras regiones del Caribe colombiano y del interior del país. Este crecimiento indudablemente ha dejado huellas profundas no solo en el paisaje sino también en la cultura.

## Galería

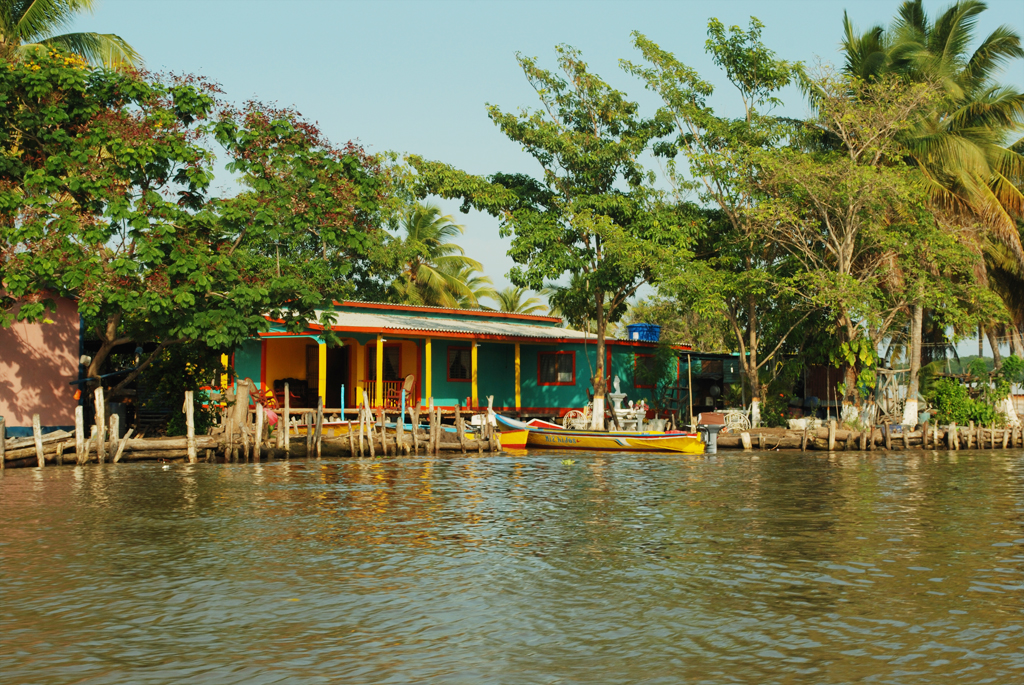
Palafitos en la Laguna de Sinamaica, Guajira, Venezuela.
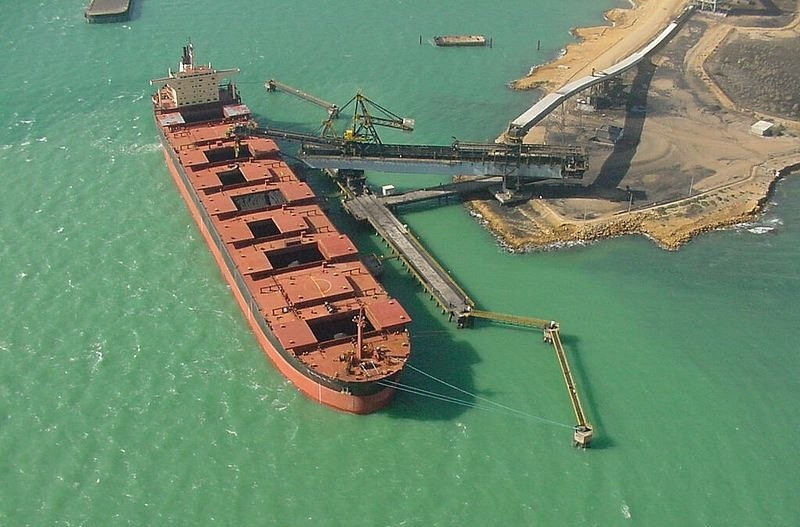
Puerto Bolívar (La Guajira), Uribia, Colombia.
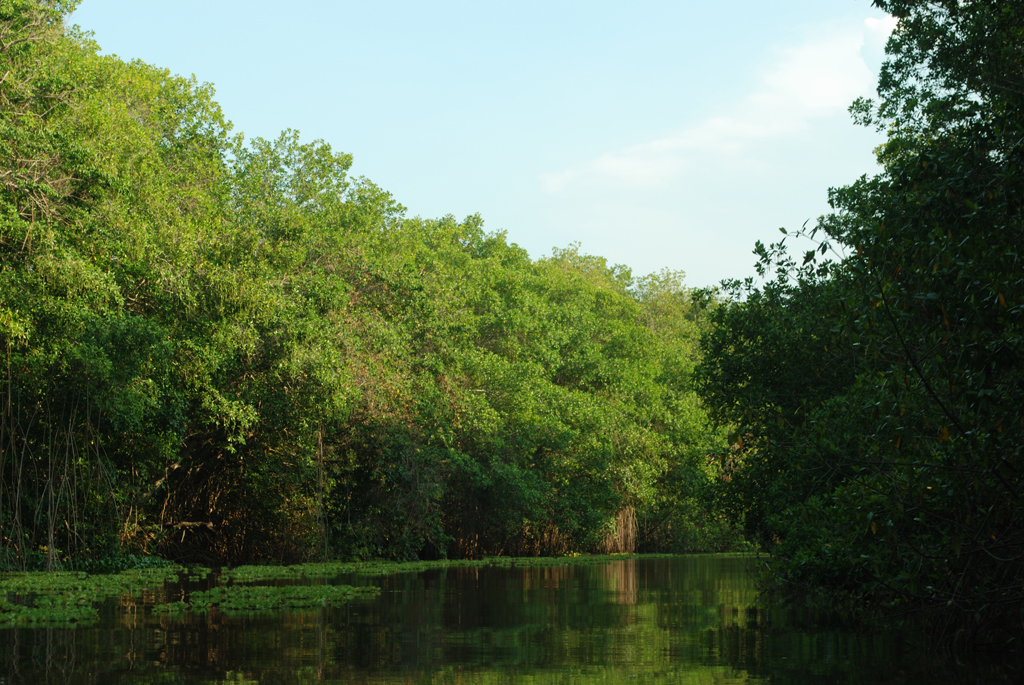
Manglares de  Guajira, Venezuela.
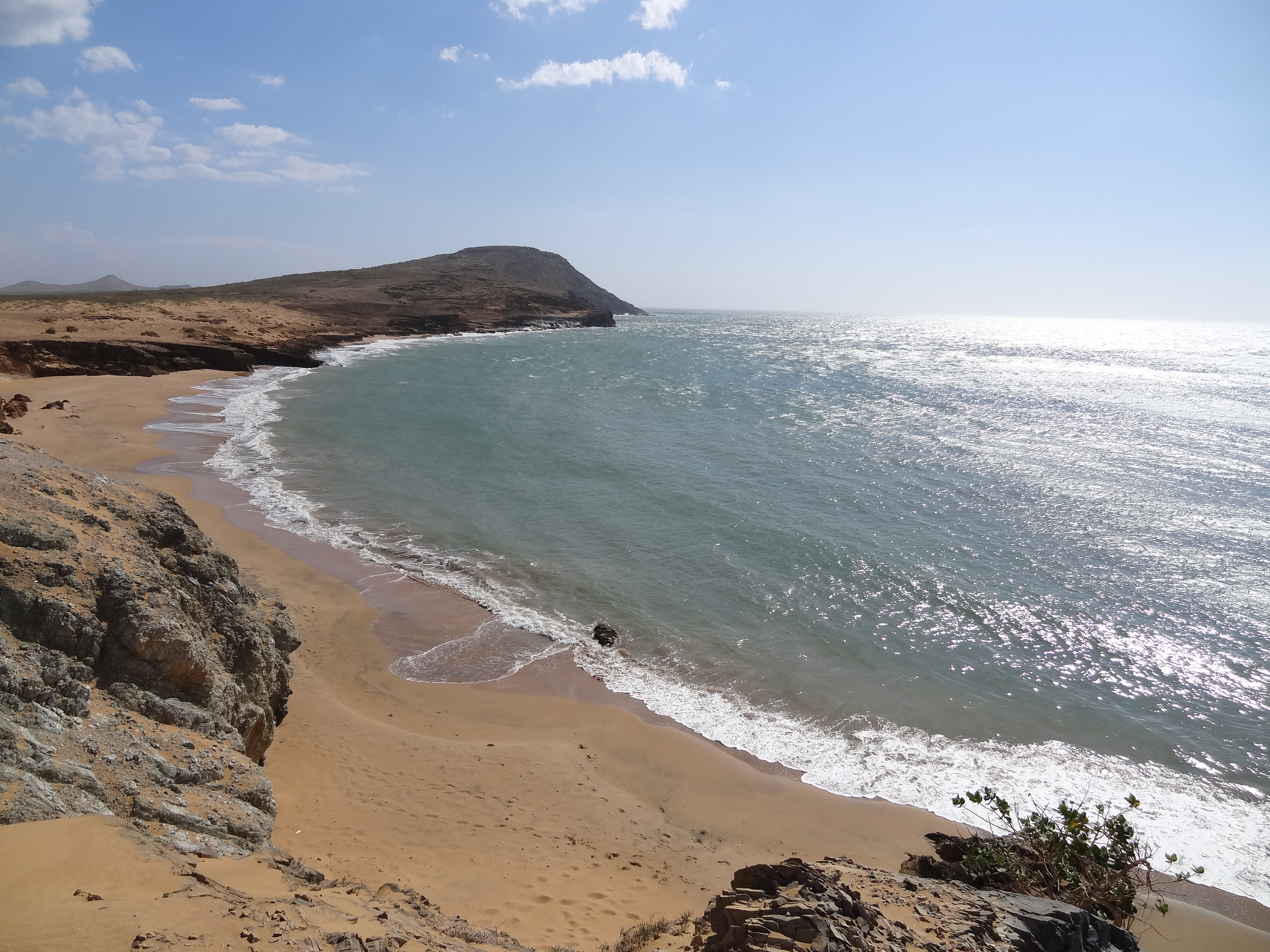
Cabo de la Vela, Uribia, Colombia.
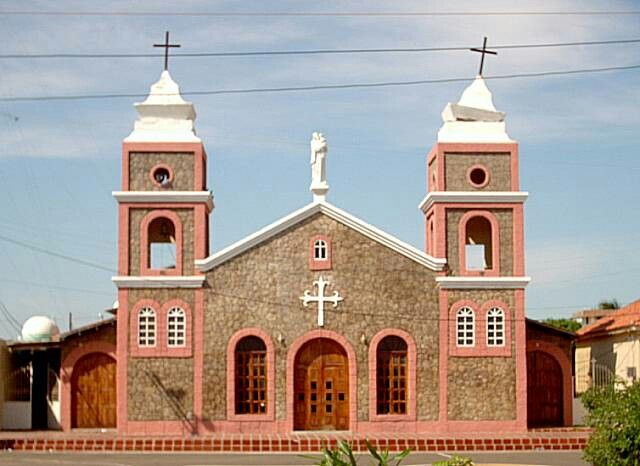
Iglesia de San José, Paraguaipoa, Guajira, Venezuela.
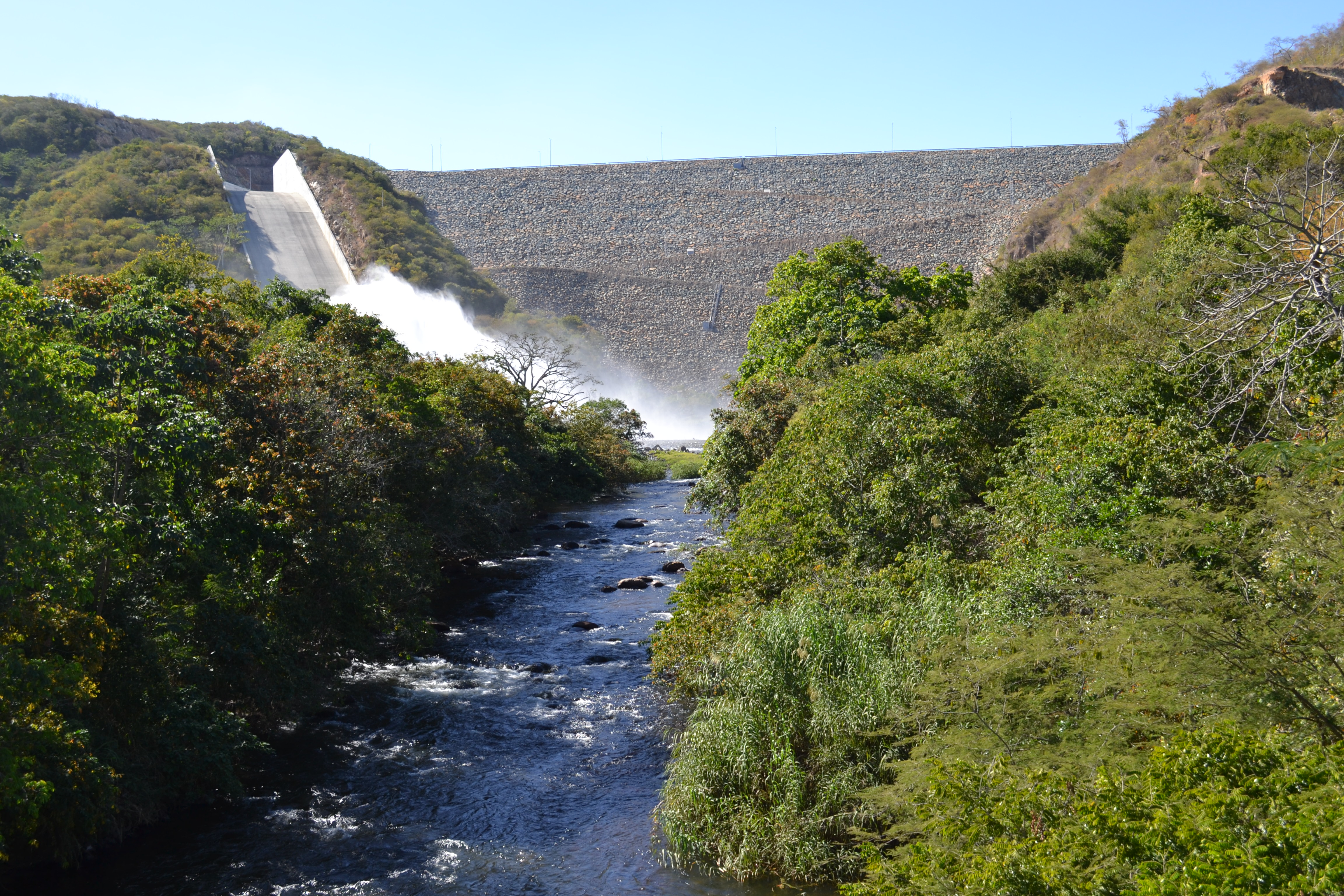
Enrocado y río - Presa, El Cercado, (La Guajira), Colombia.
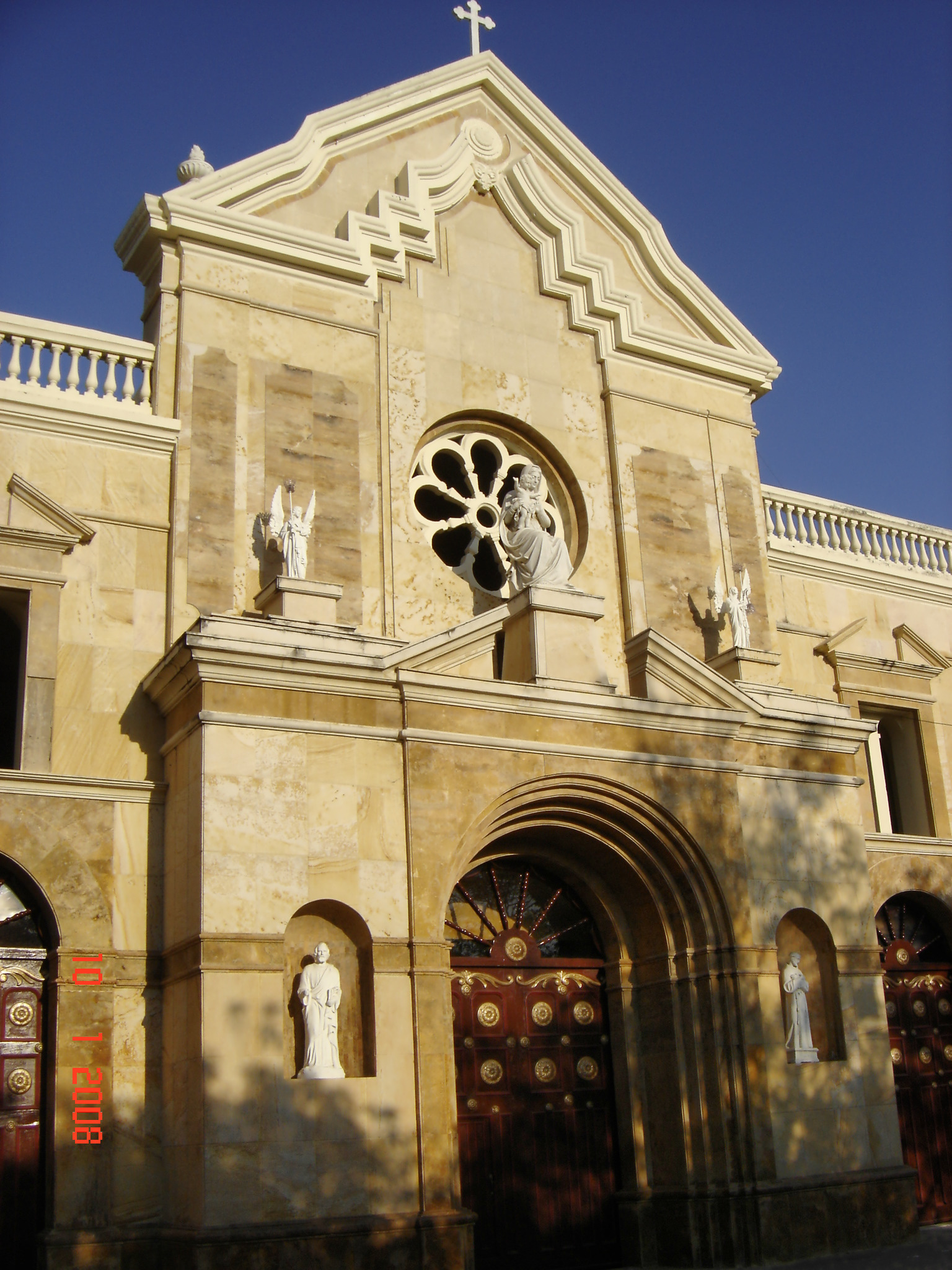
Catedral de Nuestra Señora de los Remedios, Riohacha, Colombia.